# 3 Heures d'Imola 2013
Navigation
Édition précédente Édition suivante
Les 3 Heures d'Imola 2013, disputées le 18 mai 2013 sur l'Autodromo Enzo e Dino Ferrari, sont la quatorzième édition de cette course, la première sur un format de trois heures, et la seconde manche de l'European Le Mans Series 2013. Pierre Thiriet et Mathias Beche de Thiriet by TDS Racing, champions en titre de l'ELMS, ont remporté la course sur l'Alpine de Signatech. Paul-Loup Chatin et Gary Hirsch ont tenu la tête de la catégorie LMPC du début à la fin, tandis que Johnny Mowlem et Matt Griffin ont permis à RAM Racing de remporter sa première victoire lors de sa deuxième course LMGTE. Fabio Babini, Viktor Shaitar et Kirill Ladygin ont remporté la catégorie GTC pour leur première course.

## Course

### Classement de la course
Voici le classement provisoire au terme de la course.
- Les vainqueurs de chaque catégorie sont signalés par un fond jauni.
- Pour la colonne Pneus, il faut passer le curseur au-dessus du modèle pour connaître le manufacturier de pneumatiques.

| Pos  | Classe | no | Écurie                   | Pilotes                                                | Châssis                       | Pneus | Tours | Temps       |
| Pos  | Classe | no | Écurie                   | Pilotes                                                | Moteur                        | Pneus | Tours | Temps       |
| ---- | ------ | -- | ------------------------ | ------------------------------------------------------ | ----------------------------- | ----- | ----- | ----------- |
| 1    | LMP2   | 1  | Thiriet par TDS Racing   | Pierre Thiriet Mathias Beche                           | Oreca 03                      | D     | 108   | 3:00'13.017 |
| 1    | LMP2   | 1  | Thiriet par TDS Racing   | Pierre Thiriet Mathias Beche                           | Nissan VK45DE 4.5 L V8 Atmo   | D     | 108   | 3:00'13.017 |
| 2    | LMP2   | 36 | Signatech Alpine         | Pierre Ragues Nelson Panciatici                        | Alpine A450                   | M     | 108   | + 46.236    |
| 2    | LMP2   | 36 | Signatech Alpine         | Pierre Ragues Nelson Panciatici                        | Nissan VK45DE 4.5 L V8 Atmo   | M     | 108   | + 46.236    |
| 3    | LMP2   | 43 | Morand Racing            | Natacha Gachnang Franck Mailleux                       | Morgan LMP2                   | D     | 107   | + 1 tour    |
| 3    | LMP2   | 43 | Morand Racing            | Natacha Gachnang Franck Mailleux                       | Judd HK 3.6 L V8 Atmo         | D     | 107   | + 1 tour    |
| 4    | LMP2   | 34 | Race Performance         | Michel Frey Patric Niederhauser                        | Oreca 03                      | D     | 107   | + 1 tour    |
| 4    | LMP2   | 34 | Race Performance         | Michel Frey Patric Niederhauser                        | Judd HK 3.6 L V8 Atmo         | D     | 107   | + 1 tour    |
| 5    | LMP2   | 3  | Greaves Motorsport       | Tom Kimber-Smith David Heinemeier Hansson              | Zytek Z11SN                   | D     | 107   | + 1 tour    |
| 5    | LMP2   | 3  | Greaves Motorsport       | Tom Kimber-Smith David Heinemeier Hansson              | Nissan VK45DE 4.5 L V8 Atmo   | D     | 107   | + 1 tour    |
| 6    | LMP2   | 18 | Murphy Prototypes        | Brendon Hartley Mark Patterson                         | Oreca 03                      | D     | 105   | + 3 tours   |
| 6    | LMP2   | 18 | Murphy Prototypes        | Brendon Hartley Mark Patterson                         | Nissan VK45DE 4.5 L V8 Atmo   | D     | 105   | + 3 tours   |
| 7    | LMPC   | 49 | Team Endurance Challenge | Paul-Loup Chatin Gary Hirsch                           | Oreca FLM09                   | M     | 103   | + 5 tours   |
| 7    | LMPC   | 49 | Team Endurance Challenge | Paul-Loup Chatin Gary Hirsch                           | Chevrolet 6.2 L V8 Atmo       | M     | 103   | + 5 tours   |
| 8    | LMGTE  | 52 | Ram Racing               | Johnny Mowlem Matt Griffin                             | Ferrari 458 Italia GT2        | M     | 102   | + 6 tours   |
| 8    | LMGTE  | 52 | Ram Racing               | Johnny Mowlem Matt Griffin                             | Ferrari F142 GT 4.5 L V8 Atmo | M     | 102   | + 6 tours   |
| 9    | LMPC   | 48 | Team Endurance Challenge | Soheil Ayari Anthony Pons                              | Oreca FLM09                   | M     | 102   | + 6 tours   |
| 9    | LMPC   | 48 | Team Endurance Challenge | Soheil Ayari Anthony Pons                              | Chevrolet 6.2 L V8 Atmo       | M     | 102   | + 6 tours   |
| 10   | LMPC   | 47 | Team Endurance Challenge | Alex Loan Matthieu Lecuyer                             | Oreca FLM09                   | M     | 102   | + 6 tours   |
| 10   | LMPC   | 47 | Team Endurance Challenge | Alex Loan Matthieu Lecuyer                             | Chevrolet 6.2 L V8 Atmo       | M     | 102   | + 6 tours   |
| 11   | LMGTE  | 55 | AF Corse                 | Piergiuseppe Perazzini Marco Cioci Federico Leo        | Ferrari 458 Italia GT2        | M     | 101   | + 7 tours   |
| 11   | LMGTE  | 55 | AF Corse                 | Piergiuseppe Perazzini Marco Cioci Federico Leo        | Ferrari F142 GT 4.5 L V8 Atmo | M     | 101   | + 7 tours   |
| 12   | LMGTE  | 53 | Ram Racing               | Gunnar Jeannette Frankie Montecalvo                    | Ferrari 458 Italia GT2        | M     | 101   | + 7 tours   |
| 12   | LMGTE  | 53 | Ram Racing               | Gunnar Jeannette Frankie Montecalvo                    | Ferrari F142 GT 4.5 L V8 Atmo | M     | 101   | + 7 tours   |
| 13   | LMGTE  | 66 | JMW Motorsport           | Andrea Bertolini Joël Camathias                        | Ferrari 458 Italia GT2        | D     | 101   | + 7 tours   |
| 13   | LMGTE  | 66 | JMW Motorsport           | Andrea Bertolini Joël Camathias                        | Ferrari F142 GT 4.5 L V8 Atmo | D     | 101   | + 7 tours   |
| 14   | LMP2   | 4  | Boutsen Ginion Racing    | Bastien Brière Thomas Dagoneau (pl) John Hartshorne    | Oreca 03                      | D     | 101   | + 7 tours   |
| 14   | LMP2   | 4  | Boutsen Ginion Racing    | Bastien Brière Thomas Dagoneau (pl) John Hartshorne    | Nissan VK45DE 4.5 L V8 Atmo   | D     | 101   | + 7 tours   |
| 15   | LMGTE  | 77 | Proton Competition       | Christian Ried Gianluca Roda Paolo Ruberti             | Porsche 911 GT3 RSR           | M     | 101   | + 7 tours   |
| 15   | LMGTE  | 77 | Proton Competition       | Christian Ried Gianluca Roda Paolo Ruberti             | Porsche 4.0 L Flat-6 Atmo     | M     | 101   | + 7 tours   |
| 16   | LMGTE  | 67 | IMSA Performance Matmut  | Patrice Milesi Patrick Long                            | Porsche 911 GT3 RSR           | M     | 100   | + 8 tours   |
| 16   | LMGTE  | 67 | IMSA Performance Matmut  | Patrice Milesi Patrick Long                            | Porsche 4.0 L Flat-6 Atmo     | M     | 100   | + 8 tours   |
| 17   | GTC    | 69 | SMP Racing               | Fabio Babini Viktor Shaytar Kirill Ladygin             | Ferrari 458 Italia GT3        | M     | 100   | + 8 tours   |
| 17   | GTC    | 69 | SMP Racing               | Fabio Babini Viktor Shaytar Kirill Ladygin             | Ferrari F136 4.5 L V8 Atmo    | M     | 100   | + 8 tours   |
| 18   | GTC    | 62 | AF Corse                 | Andrea Rizzoli Stefano Gai Lorenzo Casè (pl)           | Ferrari 458 Italia GT3        | M     | 99    | + 9 tours   |
| 18   | GTC    | 62 | AF Corse                 | Andrea Rizzoli Stefano Gai Lorenzo Casè (pl)           | Ferrari F136 4.5 L V8 Atmo    | M     | 99    | + 9 tours   |
| 19   | GTC    | 79 | Ecurie Ecosse            | Andrew Smith Ollie Millroy Joe Twyman                  | BMW Z4 GT3                    | M     | 97    | + 11 tours  |
| 19   | GTC    | 79 | Ecurie Ecosse            | Andrew Smith Ollie Millroy Joe Twyman                  | BMW 4.4 L V8 Atmo             | M     | 97    | + 11 tours  |
| 20   | LMGTE  | 54 | AF Corse                 | Yannick Mollégol Jean-Marc Bachelier (pl) Howard Blank | Ferrari 458 Italia GT2        | M     | 97    | + 11 tours  |
| 20   | LMGTE  | 54 | AF Corse                 | Yannick Mollégol Jean-Marc Bachelier (pl) Howard Blank | Ferrari F142 GT 4.5 L V8 Atmo | M     | 97    | + 11 tours  |
| 21   | GTC    | 72 | SMP Racing               | Maurizio Mediani Sergey Zlobin Boris Rotenberg         | Ferrari 458 Italia GT3        | M     | 97    | + 11 tours  |
| 21   | GTC    | 72 | SMP Racing               | Maurizio Mediani Sergey Zlobin Boris Rotenberg         | Ferrari F136 4.5 L V8 Atmo    | M     | 97    | + 11 tours  |
| 22   | GTC    | 68 | SMP Racing               | Devi Markozov Yury Evstigneez Alexander Frolov         | Ferrari 458 Italia GT3        | M     | 96    | + 12 tours  |
| 22   | GTC    | 68 | SMP Racing               | Devi Markozov Yury Evstigneez Alexander Frolov         | Ferrari F136 4.5 L V8 Atmo    | M     | 96    | + 12 tours  |
| 23   | LMP2   | 30 | HVM Status GP            | Tony Burgess Jonathan Hirschi                          | Lola B12/80                   | D     | 89    | + 19 tours  |
| 23   | LMP2   | 30 | HVM Status GP            | Tony Burgess Jonathan Hirschi                          | Judd HK 3.6 L V8 Atmo         | D     | 89    | + 19 tours  |
| Abd. | LMP2   | 38 | Jota Sport               | Simon Dolan Oliver Turvey                              | Zytek Z11SN                   | D     | 101   |             |
| Abd. | LMP2   | 38 | Jota Sport               | Simon Dolan Oliver Turvey                              | Nissan VK45DE 4.5 L V8 Atmo   | D     | 101   |             |
| Abd. | GTC    | 60 | Kox Racing               | Peter Kox Nico Pronk                                   | Lamborghi Gallardo LP600 GT3  | M     | 97    |             |
| Abd. | GTC    | 60 | Kox Racing               | Peter Kox Nico Pronk                                   | Lamborghini 5.2 L V10 Atmo    | M     | 97    |             |
| Abd. | LMP2   | 39 | DKR Engineering          | Olivier Porta Romain Brandela Bernard Delhez           | Lola B11/40                   | D     | 89    |             |
| Abd. | LMP2   | 39 | DKR Engineering          | Olivier Porta Romain Brandela Bernard Delhez           | Judd HK 3.6 L V8 Atmo         | D     | 89    |             |
| Abd. | GTC    | 65 | Momo Megatron DF1        | Dylan Derdaele (pl) Raffi Bader Kuba Giermaziak        | Audi R8 LMS ultra             | M     | 60    |             |
| Abd. | GTC    | 65 | Momo Megatron DF1        | Dylan Derdaele (pl) Raffi Bader Kuba Giermaziak        | Audi 5.2 L V10 Atmo           | M     | 60    |             |
| Abd. | LMGTE  | 75 | Prospeed Competition     | François Perrodo Sébastien Crubilé (de)                | Porsche 911 GT3 RSR           | M     | 43    |             |
| Abd. | LMGTE  | 75 | Prospeed Competition     | François Perrodo Sébastien Crubilé (de)                | Porsche 4.0 L Flat-6 Atmo     | M     | 43    |             |

## Pole position et record du tour
- Pole position : Oliver Turvey sur n°38 Jota Sport en 1 min 34 s 343
- Meilleur tour en course : Oliver Turvey sur n°38 Jota Sport en 1 min 34 s 992 au 53e tour.

## Tours en tête
Tours en tête 
- #38 Zytek Z11SN - Jota Sport : 31 tours (1-25 / 54-59)
- #43 Morgan LMP2 - Morand Racing : 2 tours (26-27)
- #1 Oreca 03 - Thiriet par TDS Racing : 14 tours (28-53 / 60-108)

## À noter
- Longueur du circuit : 4,909 km
- Distance parcourue par les vainqueurs : 530,170 km